# ロドリゲスの式
ロドリゲスの式（ロドリゲスのしき、英: Rodrigues equation）は、浸透性（ポアが大きな）粒子の層の効率を記述するためにクロマトグラフィーにおいて用いられる方程式である。ゆえに、ロドリゲスの式はファン・デームテルの式の拡張である。Alirio E. Rodriguesらによって開発された。

## 方程式
{\displaystyle HETP=A+{\frac {B}{u}}+C\cdot f(\lambda )\cdot u}
- HETPは、理論段高（理論段相当高さ）
- A = 渦拡散
- B = 縦方向拡散
- C = 物質移動への抵抗
- u = 流量
- {\displaystyle f(\lambda )={\frac {3}{\lambda }}\left[{\frac {1}{tanh(\lambda )}}-{\frac {1}{\lambda }}\right]}
- {\displaystyle \lambda } = 粒子内ペクレ数